# Białka wiążące DNA
Białka wiążące DNA – szeroka klasa białek posiadających motywy strukturalne pozwalające im na wiązanie się do dwu- lub jednoniciowego DNA. Przykładem takich białek  mogą być czynniki transkrypcyjne, których funkcją jest regulacja ekspresji genów oraz niektóre polimerazy zależne od kwasów nukleinowych, zaangażowane w replikację DNA i transkrypcję na mRNA.

## Motywy strukturalne wiążące DNA[1]
- helisa-skręt-helisa (ang. helix-turn-helix)
- palec cynkowy
- zamek leucynowy (suwak leucynowy, bZIP)
- helisa-pętla-helisa (ang. helix-loop-helix)
- uskrzydlona helisa-pętla-helisa

Nie należy mylić motywów białkowych, które są strukturami superdrugorzędowymi białek z domenami białkowymi, które stanowią struktury trzeciorzędowe